# Leopoldsorden (Belgien)

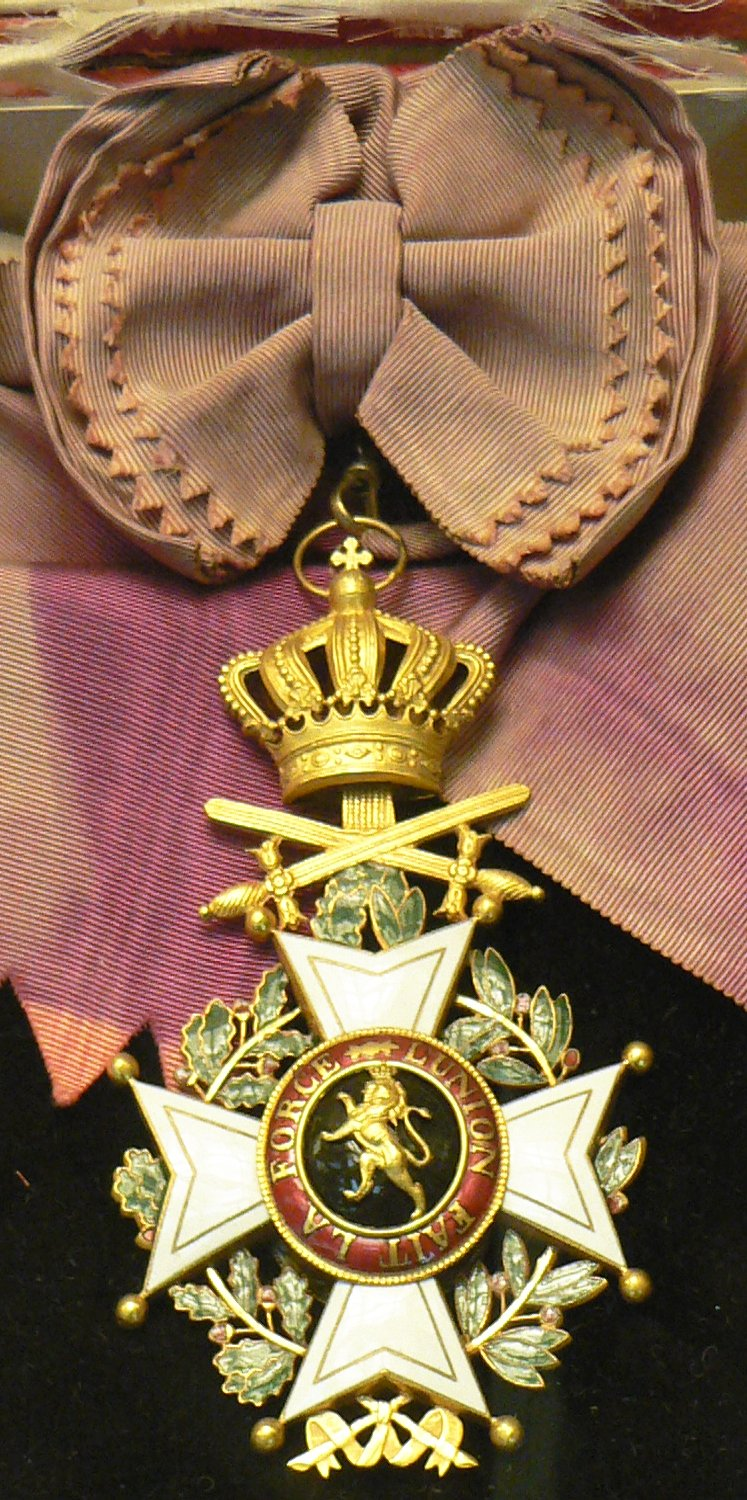
Großkreuz mit Schwertern

Der Leopoldsorden ist der älteste und höchste Verdienstorden Belgiens. Er wurde am 11. Juli 1832 von König Leopold I. aus Anlass seiner Vermählung mit Louise d’Orléans gestiftet.

## Ordensklassen

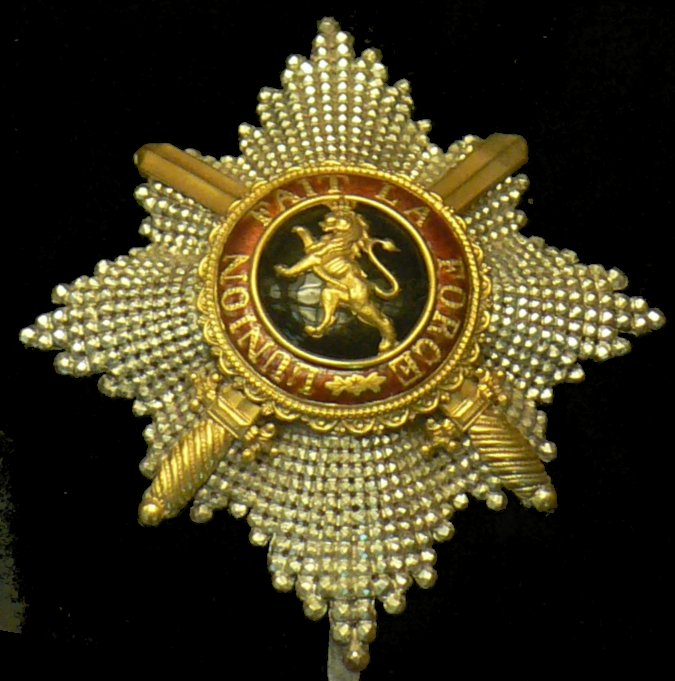
Bruststern zum Großkreuz des Leopoldsordens mit Schwertern

Der Orden wurde ursprünglich in vier Klassen gestiftet und am 25. Dezember 1838 um eine fünfte Klasse (Großoffizier) erweitert:
- Großkordon
- Großoffizier
- Kommandeur
- Offizier
- Ritter

## Ordensdekoration

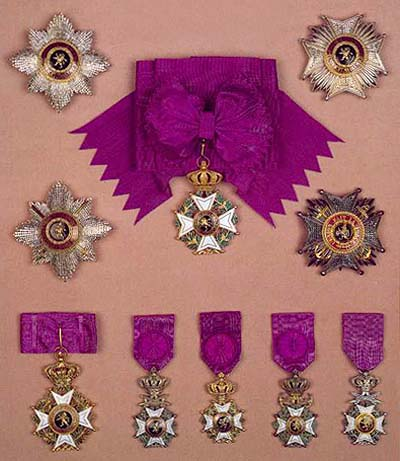
Die Ordenszeichen in den verschiedenen Klassen

Das Ordenszeichen besteht aus einem weiß emaillierten Johanniterkreuz mit goldenen Kugeln auf den acht Spitzen. In den Kreuzwinkeln sind Teile eines Eichen- und Lorbeerkranzes zu sehen. Es hängt an der belgischen Königskrone und kann für militärische Verdienste auch mit Schwertern und für Verdienste in der belgischen Marine seit 1934 mit gekreuzten Ankern verliehen werden. Die Schwerter bzw. Anker befinden sich zwischen Kreuz und Krone.
Das Medaillon zeigt auf schwarzem Grund die Initialen des Stifters L.R. (Leopoldus Rex) in goldenen Lettern. Um den Schild läuft ein roter Reif mit goldener Einfassung, auf dessen unterem Teil ein goldener Lorbeerkranz liegt. Auf der Rückseite enthält das Medaillon den goldenen belgischen Löwen und im Reif den Wahlspruch L’UNION FAIT LA FORCE (Einigkeit macht stark).

## Trageweise
Das Großkreuz wird an einer Schärpe von der linken Schulter zur rechten Hüfte getragen. Kommandeure tragen das Ordenszeichen am Hals, Offiziere und Ritter am Band auf der linken Brustseite. Auf dem Offiziersband ist zusätzlich eine Rosette angebracht. Großkreuze und Großoffiziere tragen einen Bruststern.
Das Ordensband ist dunkelrot.

## Sonstiges
Der Orden untersteht heute der Verfügungsgewalt des belgischen Außenministeriums.